# Eiskunstlauf-Weltmeisterschaften 1914
Die 19. Eiskunstlauf-Weltmeisterschaften fanden für die Damen- und Paarkonkurrenz am 24. und 25. Januar 1914 in St. Moritz (Schweiz) und für die Herrenkonkurrenz am 21. und 22. Februar 1914 in Helsinki (Großfürstentum Finnland) statt. Es waren die letzten Weltmeisterschaften vor dem Ersten Weltkrieg.
Erstmals waren mehr als zehn Teilnehmer in der Herrenkonkurrenz am Start.

## Ergebnisse

### Herren
| Platz | Sportler           | Land                    |
| ----- | ------------------ | ----------------------- |
| 1     | Gösta Sandahl      | Schweden                |
| 2     | Fritz Kachler      | Österreich              |
| 3     | Willy Böckl        | Österreich              |
| 4     | Ernst Oppacher     | Österreich              |
| 5     | Andor Szende       | Ungarn                  |
| 6     | Iwan Malinin       | Russland                |
| 7     | Gillis Grafström   | Schweden                |
| 8     | Harald Rooth       | Schweden                |
| 9     | Richard Johansson  | Schweden                |
| 10    | Erwin Schwarzböck  | Österreich              |
| 11    | Martin Stixrud     | Norwegen                |
| 12    | Björnsson Schauman | Großfürstentum Finnland |
| 13    | Sergei Vandervliet | Russland                |
|       | Sakari Ilmanen (Z) | Großfürstentum Finnland |

- Z = Zurückgezogen

Punktrichter waren:
- H. Bardy  Schweden
- Walter Jakobsson  Großfürstentum Finnland
- I. Kolomenkin  Russland
- O. Petterson  Schweden
- Eugen Minich  Österreich

### Damen
| Platz | Sportlerin              | Land                    |
| ----- | ----------------------- | ----------------------- |
| 1     | Opika von Méray Horváth | Ungarn                  |
| 2     | Angela Hanka            | Österreich              |
| 3     | Phyllis Johnson         | Vereinigtes Königreich  |
| 4     | Thea Frenssen           | Deutsches Reich         |
| 5     | Gisela Reichmann        | Österreich              |
| 6     | Anna Lisa Allardt       | Großfürstentum Finnland |
| 7     | Xenija Zesar            | Russland                |
| 8     | Ramsay Salmon           | Schweden                |
| 9     | Irene Lawley            | Vereinigtes Königreich  |

Punktrichter waren:
- Josef Fellner  Österreich
- Eduard Engelmann  Österreich
- Walter Jakobsson  Großfürstentum Finnland
- H. R. Yglesias  Vereinigtes Königreich
- Georg Helfrich  Deutsches Reich

### Paare
| Platz | Sportler                              | Land                    |
| ----- | ------------------------------------- | ----------------------- |
| 1     | Ludowika Jakobsson / Walter Jakobsson | Großfürstentum Finnland |
| 2     | Helene Engelmann / Karl Mejstrik      | Österreich              |
| 3     | Christa von Szabó / Leo Horwitz       | Österreich              |
| 4     | Thea Frenssen / Julius Vogel          | Deutsches Reich         |
| 5     | Alexia Schøien / Yngvar Bryn          | Norwegen                |

Punktrichter waren:
- H. R. Yglesias  Vereinigtes Königreich
- E. S. Hirst  Vereinigtes Königreich
- John Keiller Greig  Vereinigtes Königreich
- Georg Helfrich  Deutsches Reich
- James H. Johnson  Vereinigtes Königreich

## Medaillenspiegel
| Platz | Land                    | Gold | Silber | Bronze | Gesamt |
| ----- | ----------------------- | ---- | ------ | ------ | ------ |
| 1     | Großfürstentum Finnland | 1    | –      | –      | 1      |
| 1     | Schweden                | 1    | –      | –      | 1      |
| 1     | Ungarn                  | 1    | –      | –      | 1      |
| 4     | Österreich              | –    | 3      | 2      | 5      |
| 5     | Vereinigtes Königreich  | –    | –      | 1      | 1      |